# Химерні пригоди ДжоДжо
«Химерні пригоди ДжоДжо» (яп. ジョジョの奇妙な冒険, JoJo no Kimyō na Bōken, англ. JoJo's Bizarre Adventure) або ж Неймовірні Пригоди ДжоДжо — серія манґи, автором та ілюстратором якої є Хірохіко Аракі. З 1987 по 2004 рік серія публікувалася в журналі Weekly Shonen Jump, потім випуск глав було перенесено в щомісячний сейнен-журнал Ultra Jump. JoJo no Kimyō na Bōken є другою в числі найбільших серій манґи видавництва Shueisha і включає в себе 132 томи, поступаючись лише Kochikame, що складається з більш ніж 184 томів.
Історія дев'яти частин манґи розгортається навколо пригод Джонатана Джостара та його нащадків: кожна частина представляє читачеві окрему історію і нового героя, здатного застосовувати в бою надприродні сили або уміння.
На основі манґи були створені 13-серійна OVA (1993—2002), повнометражний анімаційний фільм (2007), повнометражний ігровий фільм (2017) і шість сезонів аніме-серіалу (2012—2023) виробництва студії David Production. Крім того, за мотивами JoJo були видані книги в форматі ранобе і створені ігри.
Критики в основному позитивно оцінили JoJo no Kimyō na Bōken як франшизу в цілому. Зокрема, вони відзначили самобутній дизайн і сюжетний розвиток манґи, хороше опрацювання навколишнього світу і сетинґу. На думку оглядачів, бойові сцени також виділялися тим, що перемогу протагоністів вирішувала не сила супротивника, а здатність продумувати правильну стратегію, але, з іншого боку, битви могли відрізнятися зайвою жорстокістю та довжиною самих битв (які можна було скоротити). Кожна окрема частина серії має свої переваги й недоліки: перші дві частини манґи були визнані найслабшими у франшизі; в пізніших роботах критики помітили відхід Аракі від концепції «Битви добра і зла» в бік вивчення психології, внутрішніх конфліктів персонажів і етичних проблем у суспільстві.
З початку випуску манґи, на території Японії було продано більше 80 мільйонів її танкобонів. За результатами кількох опитувань, JoJo no Kimyō na Bōken була визнана однією з найкращих манґ за всю історію Shueisha, та й взагалі друкування манґ у 20-21 столітті. Крім цього, роботи Хірохіко Аракі, створені по франшизі JoJo, виставлялися в Луврі в Парижі. Також манґака співпрацював з італійським будинком моди Gucci, де представляв зображення персонажів з світу JoJo на тематичній експозиції.

## Сетинг
Світ є відображенням реального світу, в якому можливе існування надприродних сил й істот(вампірів, зомбі, богів, янголів та демонів), а деякі з людей можуть перетворювати внутрішню духовну силу в надприродну та фізично-матеріальну силу названу «станди» (яп. スタンド, сутандо), перша відома форма енергії — «хамон» (яп. 波紋, хамон) яка утворюється завдяки диханню та сонячним промінням, і контактуванням з навколішнім середовищем. Кожна частина — це незалежна історія з різними дійовими особами та у різних часових періодах (від 19 століття до сьогодення). Головних героїв об'єднує приналежність до спільного сімейного дерева Джостарів, про що свідчить родима пляма у вигляді зірки на лівому плечі, а також здатність застосовувати в бою хамон або станд. Хірохіко Аракі в своїй франшизі щоразу вибирає місцем дії нові країни: Англію, США, Японію, Італію, Єгипет, і багато ще яких. Багато імен персонажів взяті з назв відомих рок-груп і співаків, які виконують свої пісні в стилі джаз, рок і хіп-хоп. У головних героїв в іменах і прізвищах присутні склади з слова JoJo (ДжоДжо) (яп. ジョジョ, Джоджо).
Франшиза JoJo no Kimyō na Bōken має низку відмінних рис в порівнянні з іншими творами манґи. Наприклад, персонажі, починаючи з четвертої частини, мають яскраву андрогенну зовнішність і виділяються детальним промальовуванням окремих частин тіла та обличчя. Також герої при зіткненні з противниками часто приймають незвичайні положення тіла, що отримали назву «пози Jojo» і широко відомі в сучасній японській культурі. Крім цього, для сцен з манґи JoJo властиво часте використання ономатопеї — звуконаслідувальних символів катакани, які застосовуються з метою передачі певної емоційної атмосфери, або «аури», що оточує персонажа.

## Сюжет
Манґа розділена на 9 унікальних частин, кожна з яких слідує за історією одного члена сім'ї Джостара, який неминуче має ім'я, яке можна скоротити до титульного «JoJo». Перші шість частин серії відбуваються в межах одного всесвіту, а частини 7, 8 і 9 відбуваються в альтернативній реальності.

#### Частина 1
Фантомна Кров (англ. Phantom Blood / япон. ファントムブラッド / Фантому Бураддо)
Томи 1–5. 44 глави. У 1880-х роках в Англії молодий Джонатан Джостар зустрічається зі своїм новим прийомним братом Діо Брандо, який тільки хоче узурпувати місце Джонатана як спадкоємця сім'ї Джостара. Тим не менш, його спроби зірвані, і він використовує стародавню кам'яну маску, яка перетворює його на вампіра. Джонатан, з італійським (неаполітанським) майстром хамону (бойова техніка яка передалася йому від його учителя) Віллом А. Цеппелі та колишнім вуличним бандитом Робертом E. О. Спідвагоном використовують хамон щоб зупинити Діо, та запобігти йому заволодіти Англією а потім і світом.

#### Частина 2
Бойова Тенденція або Жага до Битви (англ. Battle Tendency / япон. 戦闘潮流 / Сенто: Тьо:рю:)
Томи 5–12. 69 глав. У Нью-Йорку 1938 року Джозеф Джостар, онук Джонатана Джостара, дізнавшись про смерть Спідвагона під час розкопок, вирішує розслідувати це і зустрічає «людей-з-колон», древніх людиноподібних-гуманоїдів неймовірної сили, які створили кам'яні маски. Джозефу вдалося познайомитись через Спідвагона з Цезарем Цеппелі, онуком Вілла, та вчителем Цезаря, Лізою Лізою (яка є матір'ю Джозефа). Вони намагаються зупинити «людей-з-колон» від отримання містичного артефакту, червоного каміння Ейши (Ейджи) що дасть їм повне безсмертя й безмежну силу над людством.

#### Частина 3
Хрестоносці Зоряного Пилу (англ. Stardust Crusaders / япон. スターダストクルセイダース / Сутāдасуто Курусейдāсу)
Томи 13–28. 152 глави. У 1989 році японський школяр Джотаро Куджо потрапляє у в'язницю, бо вважає, що він одержимий злим духом. Його мати Холлі викликає свого батька (діда Джотаро) Джозефа Джостара, щоб допомогти Джотаро. За допомогою свого союзника, єгипетського віщуна Мухаммеда Абдула, Джозеф розповідає, що Джотаро фактично здобув надприродні здібності, відомі як Станд (або ж Стенд) як і решта його сім‘ї, через повернення Діо. Після спроби вбивства Джотаро, Норіакі Какьоїном, який перебував під впливом Діо, Джотаро та Джозеф виявляють, що Холлі вмирає від власного станду та залишилося лише 50 діб, щоб її врятувати. Джотаро та компанія вирушають до Єгипту, де ховається Діо, щоб остаточно здолати його та врятувати Холлі. У міру просування діставшись до Сінгапуру, вони набувають союзника в лиці французького фехтувальника Жана-П'єра Польнарефа, який бажає помститися за смерть своєї сестри. Уся компанія вирушає у Єгипет через різні пригоди та місця.

#### Частина 4
Незламний Діамант (англ. Diamond Is Unbreakable / япон. ダイヤモンドは砕けない / Дайямондо ва Кудакенаі)
Томи 29–47. 174 глави. У вигаданому японському місті Моріо (заснованому на місті народження та проживанні автора Сендаї) в 1999 році, Джотаро прибуває, щоб розповісти Джоске Хіґашікаті, що він є позашлюбним сином Джозефа Джостара, який віддасть йому весь спадок, та попередити його, що Моріо наповнюється новими і можливо небезпечними користувачами стандів. Це пов'язано з містичними «Луком і Стрілою», що дарують станди тим, хто вражені стрілами. Незабаром після невеличкої битви між Джотаро та Джоске (який нібито насміхався над його зачіскою) він зустрічає новенького у його класі Хіросе Коїчі. Після того, як Джоске помстився користувачеві станда, який вбив його діда, він погоджується допомогти Джотаро відшукати власника лука і стріли. По дорозі група б'ється з різними новими користувачами стандів по всьому Моріо, включаючи декількох однокласників Джоске: вже названий Коїчі та Окуясу. Зрештою, смерть одного з їхніх друзів призводить до відкриття, що одним з нових користувачів станда є серійний вбивця Йошікаґе Кіра. І тепер вони повинні зупинити цього небезпечного володаря стенда.

#### Частина 5
Золотий вітер (англ. Golden Wind / япон. 黄金の風 / Оґон но Кадзе)
Томи 47–63. 155 глав. У 2001 році Джотаро відправляє Коїчі до Неаполя, щоб знайти Джорно Джованну, якого Джотаро вважає сином Діо(що опиняється правдою). Коїчі знаходить Джорно та дізнається про його наміри реформування мафіозної організації Італії під назвою Passione (з англ. Пристрасть) зсередини. Джотаро залишає його, будучи спокійним за його подальшу долю. Джорно приєднується до однієї з команди низів Пассіоне що використовує станди, на чолі з Бруно Бучелатті, який веде Джорно що б познайомити його з компаньйонами по банді, Леона Аббакіо, Гвідо Місту, Наранчу Ґірга, та Панакотту Фуго. Пізніше Бучелатті говорить про місію по відправленні на Капрі, щоб отримати багатство свого колишнього начальника Польпо. Опісля їм доручають супроводжувати дочку боса мафії Тріш Уно ледве не по всій Італії та захищати її від зрадників мафії — членів банди та команди убивць, що бажають використати її для виявлення особи боса.

#### Частина 6
Кам'яний океан (англ. Stone Ocean / япон. ストーンオーシャン / Сутоːн Оːсян)
Томи 64–80. 158 глав. Дія відбувається в 2011 році, в порту Сент-Люсі, у штаті Флориді. Доньку Джотаро Куджо — Джолін Куджо — садять в тюрму через нещасний випадок. В ув'язненні дівчина стикається з таємничим стандом Вайт Снейком (White Snake), діючим без власника і здібним забирати у цілі «станд і душу», прирікаючи її на кому і потім смерть. Його черговою жертвою стає Джотаро, який прибув до в'язниці, щоб врятувати звідти Джолін. Героїня повинна швидше врятувати батька і для цього об'єднується з іншими ув'язненими, що володіють стандами.

#### Частина 7
Гонка сталевої кулі (англ. Steel Ball Run / япон. スティール・ボール・ラン / Сутіːру Боːру Ран)
Томи 81–104. 95 глав. Це альтернативна історія не пов'язана з попередніми частинами JoJo, є інтерпретацією першої та другої частин. Більшість персонажів є інкарнаціями героїв з перших шести частин франшизи. Дія цієї історії відбувається в 1890-і роки в США, під час міжнародних перегонів на конях. Переможцю обіцяна нагорода в 50 мільйонів доларів. Сюжет представляє двох головних героїв — Джонні Джостара (британського жокея) і Джайро Цеппелі (неаполітанського лікаря), які також беруть участь в гонках. За гонками стежить президент США Фанні Валентайн, який намагається знайти святі мощі, здатні розширювати сили станд-носія. За допомогою нової сили, Валентайн хоче зробити США найсильнішою державою світу. Але мощі знаходять Джайро і Джонні, і тепер головні герої повинні захищатися від таємних агентів, що працюють на президента, та «простих» учасників гонки, які теж з радістю хочуть здобути святі мощі.

#### Частина 8
ДжоДжоліон (англ. JoJolion / япон. ジョジョリオン / Джьоджьоріон)
Томи 105–131. 110 глав. Дія відбувається в 2012 році в Японії. Сюжет є інтерпретацією четвертої частини Diamond Is Unbreakable. У вигаданому місті Моріо в результаті землетрусів і цунамі стали з'являтися височини незрозумілої природи походження з симетричними отворами. Молода дівчина Ясухо Хіросе знаходить під завалами молодого чоловіка, який страждає на амнезію, і називає його «Джоске» (серед фанатів було придумане прізвище Гаппі (англ. Gappy — Щелина) через його щелину між зубами). Головний герой намагається розкрити таємницю свого минулого і дізнається, що є злиттям двох різних людей. Подальше вивчення свого минулого приводить головного героя до того, що він стикається з діяльністю злочинного синдикату в місті, який продає плоди таємничого дерева Рокакака, здатні зцілювати людей але «забирати» щось в обмін.

#### Частина 9
ДжоДжолендс (англ. The JoJoLands / япон. ザジョジョランズ / Дза Джьоджьорандзу)
Том 132 і далі. У сучасному світі рідні брати Джодіо та Драґона Джостар працюють разом, займаючись нелегальною діяльністю на острові Оаху, Гаваї, щоб забезпечити та захистити свою матір. До них приєднуються клептоман Пако Лабурантес і підозрілий Усаґі Алохаое, щоб викрасти діамант у багатого японського туриста. Але місія зривається, коли група знаходить щось набагато цінніше.

## Історія створення

### Класична трилогія (1987—1992 рік)
За словами Аракі, ідея створення манґи JoJo почалася з питання, «хто є найсильнішою людиною в світі», при цьому він також хотів торкнутися в сюжеті теми справедливості і безсмертя. Так манґака вирішив присвятити сюжет бою між безсмертними створіннями і героями-мачо. Крім цього, за два роки до початку роботи над Phantom Blood, Аракі відвідав Італію, де в музеях вивчав твори мистецтва, в яких, за його словами, він побачив зображення краси людського тіла і захотів передати те ж саме почуття в своїй манзі. Концепцію битв Аракі спочатку перейняв у Babel II і намагався завжди дотримуватися її в своєму творі. Манґака дотримується принципу, що в манзі не так важливий сюжет, якщо добре опрацьовані сетинґ і персонажі. Крім цього, Аракі був натхненний фільмами «Рембо» і «Термінатор», які в 1980-і роки користувалися великою популярністю в Японії.
Як зізнався Аракі, він йшов на авантюру, так як в той час існувало негласне табу на створення героїв-іноземців в шьонен-манзі. Працюючи над головним героєм Джонатаном і лиходієм Діо, автор хотів протиставити їх один одному, як світло і темряву. При цьому Аракі відзначав, що його перший герой вийшов занадто позитивним, і йому не вистачало слабких якостей. Манґака був зацікавлений в творах, які охоплюють життя багатьох поколінь, таких як, наприклад, «На схід від раю», або франшиза твору «Хрещений батько», де показано взаємодію кількох поколінь зі зміною головних героїв. Таку взаємодію він хотів показати і в своїй майбутній франшизі.
Працюючи над першою частиною, Аракі прийшов до ідеї створити трилогію, де в третій частині знищення лиходія Діо Брандо стало б кінцевою точкою в історії. Однак згодом манґака зрозумів, що сюжет першої частини вийде тупиковим, і, попередньо погодивши це питання з видавцями, вирішив знову порушити важливе табу для шьонен-творів і «вбити» головного героя, для можливості перезапуску серії і демонстрації нових подій, які було б неможливо показати в Phantom Blood. При цьому Аракі вирішив також «тимчасово вбити» Діо Брандо, щоб той в майбутньому повернувся як лиходій, але його повернення мало відбутися не відразу після Phantom Blood, а через деякий час, за який відбудеться безліч подій . Новий головний герой другої частини — Джозеф Джостар, навмисно був створений несхожим на Джонатана, за винятком зовнішності і міцної статури. Дія Battle Tendency відбувається в першій половині ХХ століття, і в сюжеті манґи простежується схожість з творами про Індіана Джонса .
Пізніше Аракі здійснив поїздку по країнах Близького Сходу і Північної Африки, з вражень від якої він черпав своє натхнення при створенні третьої частини — Stardust Crusaders, — де основними місцями дії стають Індія і Єгипет . Крім того, одним з головних джерел натхнення для манґаки служив фільм «Навколо світу за 80 днів». Перед створенням манґи Аракі зіткнувся з проблемою того, що не може придумати нові бойові техніки для персонажів з використанням сили хамон, так як вже розкрив весь можливий потенціал цієї здатності в перших двох частинах манґи. В результаті він прийшов до висновку про необхідність введення принципово нової надприродної сили, що виразилося в появі «стандів» в Stardust Crusaders. При цьому перехід битв від «хамона» до «стандів» пройшов не надто гладко і зустрів нерозуміння багатьох фанатів франшизи . Крім цього, Аракі скористався ідеями навчань синтоїзму, а також карт таро. Через можливість створювати нескінченне число різних стандів з унікальними здібностями Аракі назвав їх своєю новою «золотою жилою». Джотаро Куджо, головний герой третьої частини, був створений під враженням від американського актора Клінта Іствуда . Крім цього, автор манґи завжди прагнув надати «загадковості» своїм сюжетам — його з самого дитинства тягнуло до містики.

### Інші частини (1992—2003 рік)
На тлі успіху Stardust Crusaders Аракі вирішив продовжити свою франшизу, одночасно дотримуючись принципу, що його нова робота не повинна бути схожою на попередні. Зокрема, манґака хотів по-новому зобразити супротивників, які вбивають героя не цілеспрямовано, а мають на те свої особисті причини, наприклад, захищають територію свого будинку від непроханих гостей. Прообразом для вигаданого міста Моріо послужило рідне місто манґаки — Сендай. Згідно із задумом, місто є місцем проживання багатьох володарів стандів і його вражає серія злочинів, які повинні розкрити головні герої. Аракі хотів надати особливу атмосферу манзі, де «серійним вбивцею може виявитися твій сусід». Якщо в перших трьох частинах, за словами манґаки, йде «зіткнення реального і міфічного світу», то в новій роботі він хотів зробити акцент на повсякденне життя, яке кожен день переживає головний герой. Манґака зізнався, що прив'язався до головного героя Джоске, немов він його близький друг, на противагу Джотаро, якого Аракі показав як «героя з міфічного світу». Автор зазначив, що він не зміг втілити безліч цікавих задумок в Diamond is Unbreakable, наприклад, зобразити докладніше возз'єднання батька (Джозефа) і сина (Джоске), і тому він вважає четверту частину манґи донині незавершеною.
Головний герой п'ятої частини Golden Wind є першим персонажем — не прямим нащадком Джонатана Джостара, проте як і раніше пов'язаним з ним кров'ю. Крім цього, манґака хотів надати сюжету драматичну глибину — показати, як персонажі піддаються остракізму з боку суспільства, але як і раніше не відмовляються від властивого їм почуття справедливості. Як зауважив Аракі, в попередніх роботах він намагався уникати драматичних сцен, так як редактори стверджували, що у нього погано виходить їх зображення. При створенні Джорно Джованни Аракі дотримувався принципу, що він не обов'язково повинен бути героєм що вершить добро, проте перед Джорно стоїть якась дилема, до вирішення якої він прагне протягом розвитку сюжету і, як головний герой, повинен вирішити її самотужки.
У шостій частині Stone Ocean Аракі робить головним персонажем жінку. Автор зауважив, що в 1980-і роки в манзі було немислимо зображати жінок з кулаками, вони повинні були бути слабкими і ніжними. Однак, на тлі зростання жіночої емансипації і появи американських фільмів з «жінками-мачо», він почав змінювати свою думку, що виразилося в створенні частини з головною героїнею і переважно жіночими персонажами.

### Перезапуск світу (2004 рік— наш час)
Сьома частина — Steel Ball Run, є перезапуском франшизи і світу JoJo. У ній представлені події і персонажі, не пов'язані зі старим світом. При цьому твір з 2005 року публікувалося в журналі Ultra Jump. Аракі даний перехід пояснив тим, що завжди писав для юної аудиторії, але в якийсь момент став «відчувати себе занадто тісно» і вирішив в результаті націлитися на більш широке коло дорослих читачів. Так, у своєму творі автор вирішив зробити акцент на тонкому психологічному описі персонажів, вираженні їх почуттів і розповісти історію великих масштабів, ніж в ранніх роботах. Манґака надихався драматичним американським телесеріалом «24 години» і кінотрилогією «Володар Перснів». Крім цього, автор хотів доторкнутися до багатьох етичних питань, таких як зґвалтування, побутове насильство, гомосексуальність та інші. З одного боку, манґака не бажав підкреслювати, що Steel Ball Run є продовженням шести попередніх частин манґи, але з іншого боку зізнався, що «недобре повністю закопувати минулі роботи через творчі примх автора». При цьому своє рішення перезапуску Аракі пояснив бажанням розширити новий світ і показати в ньому історії, які не були б можливі в старій версії світу. З одного боку, Аракі бажав через Stell Ball Run залучити нових читачів, з іншого — не відмовлятися від спадщини попередніх частин і залишити багато відсилок до його персонажів, називаючи їх «паралельними реїнкарнаціями». Пояснюючи своє бажання пов'язати тему манґи з кінними перегонами, Аракі зауважив, що йому завжди подобалася ідея того, що людина і кінь під час змагань здатні «ставати однією істотою».
У наступній, восьмий частині — Jojolion, Аракі вирішив зробити основним місцем дії вигадане місто Моріо, однак незадовго до початку випуску першого розділу в Японії відбулися масштабні землетруси. Дану подію манґака вирішив відобразити і в сюжеті, згідно з яким Моріо постраждав від недавнього землетрусу і навколо стали рости дивні височини — «очі на стінах». Хоча Аракі зізнався, що на той момент він вже продумав основний розвиток сюжету і тому «очі на стінах» майже не вплинуть на основну історію манґи. Jojolion є альтернативним сюжетом Diamond Is Unbreakable. Працюючи над манґою, Аракі експериментував з жанрами, які не користувалися популярністю у редакторів Weekly Shonen Jump.

### Еволюція стилю
Однією з головних особливостей персонажів Аракі є їх стиль одягу і макіяж, який насичений яскравими фарбами. Сам автор стверджує, що був натхненний роботами Поля Гогена і іншими творами західних художників, в яких використовуються яскраві фарби. Також манґака захоплювався вивченням італійської культури, зокрема, цікавився скульптурами Мікеланджело, з яких намагався змалювати пози персонажів. Сам Аракі зізнався, що довгий час прагнув знайти свій стиль малювання персонажів і спочатку зображував їх м'язистими, так як це було дуже популярно в 1980-і роки, коли в схожому стилі зображувалися персонажі таких хітів, як, наприклад, "Кулак Полярної Зорі". Одночасно в 1980-і роки в Японії спалахнув інтерес до західної моди і французьких дизайнерів, такич як Крістіан Діор та інших. Сам автор, теж натхненний їх творіннями, вирішив «одягати» своїх персонажів в модні костюми, щоб зробити їх яскравішими і більш індивідуальними.
Пізніше, в 1990-і роки, Аракі вирішив відмовитися від зображення м'язистих тіл, вважаючи, що це явище в манзі вийшло з моди. Наприклад, при створенні Джорно Джованно, головного героя Golden Wind, манґака прагнув надати йому максимально реалістичні пропорції тіла. Ідея змінити художній стиль прийшла ще під час створення Diamond is Unbreakable, де Аракі поступово почав змінювати пропорції тіл персонажів на більш реалістичні. У своїх пізніх роботах манґака став більше надихатися фотографіями моделей, в основному жінок, а також приділяти особливу увагу костюмам і макіяжу персонажів. Аракі помітив велику різницю у ставленні до його робіт в Японії і на Заході: зокрема, в Японії, зі слів манґаки, досі живе ціле покоління людей, які вважають будь-яку манґу шкідливим для підлітків явищем, і це призводить до того, що манґу досі не прийнято розглядати як вид сучасного мистецтва. У Франції ж, наприклад, комікси прийнято розглядати як мистецтво. Аракі зазначив, що його кілька разів запрошували на зустрічі сучасних діячів мистецтв, — на думку манґаки, такого роду речі неможливі в Японії. Наприклад, Аракі співпрацював з італійським брендом Gucci і публікував свої роботи в західних журналах моди. Через зміни в стилі персонажів серед читацької аудиторії збільшилася кількість жінок.
Аракі в одному з інтерв'ю 2012 року помітив, що, перечитуючи свої перші частини JoJo, наприклад, Phantom Blood, відчуває, ніби їх створював хтось інший, і сам насилу вірить, що колись міг малювати в подібному стилі. Тому Аракі намагається перечитувати старі роботи лише в тому випадку, коли виступає консультантом у створенні фільмів, аніме та ігор за мотивами його манґи. Також манґака зізнався, що більше не може малювати персонажів в старому стилі 1980-х років.

## Медіа

### Манґа
Манґа «JoJo's Bizarre Adventure» продалась більш ніж 100 мільйонами екземплярів у друкованих виданнях, що робить її однією з найпопулярніших серій манґи в історії, вона створила велику медіа-франшизу, що включає в себе новели та відеоігри, фігурки, лінії ювелірних виробів і тд.

### Аніме

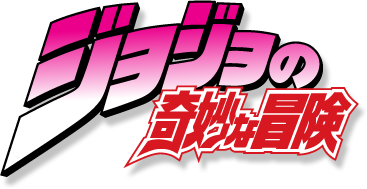
Логотип аніме

На прес-конференції 5 липня 2012 року, присвяченому 25-й річниці манґи, а також просуванню майбутньої художньої виставки Хірохіко Аракі, Аракі та його люди оголосили, що аніме-адаптація була у виробництві та прем'єра відбудеться у жовтні 2012 року. Перший сезон з 26 епізодів, який охоплює сюжетні арки Phantom Blood та Battle Tendency, що транслювалися на Tokyo MX між 5 жовтня 2012 року та 5 квітня 2013 року.
Другий сезон аніме був офіційно оголошений у жовтні 2013 року в номері Ultra Jump. Сюжетна арка під назвою Stardust Crusaders була поділена на два сезони — другий та третій, 48 епізодів загалом, і вони транслювалися на Tokyo MX; другий — з 4 квітня по 12 вересня 2014 року, третій — з 9 січня по 19 червня 2015 року. На заході «Останні хрестоносці» було оголошено адаптацію Diamond Is Unbreakable. Прем'єра сезону відбулася 1 квітня 2016 року і сезон завершився 23 грудня 2016 року.
З прем'єрою 2014 року Stardust Crusaders, американський вебсайт Crunchyroll розпочав розповсюдження аніме-серіалу для глядачів за межами Японії через годину після показу в Японії. Warner Bros. Home Entertainment випустила Частини 1 і 2 на DVD 22 вересня 2015 року, а 15 жовтня 2016 року американський кабельний блок Adult Swim розпочав трансляцію аніме на своєму блоці Toonami.
IGN назвав серію «Обов'язковою для ознайомлення», оголосивши мистецтво «стандартом, практично невидимим у більшості манґа, виробленому сьогодні». Ребекка Сілверман з мережі аніме новин написала, що JoJo's Bizarre Adventure «поєднує в собі бойову історію з міцним емоційним фоном». Вона назвала Діо відмінним лиходієм, що читачі можуть насолоджуватися ненавистю до нього. Проте, вона критикувала анатомію персонажів, кажучи, що «тіла зазвичай закручуються в неможливі позиції». Отаку з США Джозеф Льюстер назвав серію «веселою, як пекло» та зазначив, що початок не наповнений діями, як більшість серій Weekly Shōnen Jump, але замість цього має напруженість фільмів жахів і трилерів. Хайді Кемпс, також з отаку з США, була в основному позитивною у своєму огляді, похваливши манґу за те, що малюється в повному кольорі вручну. Письменник Ген Уробучі зазначив, що в «Частині 2», незважаючи на те, що Цезар Цеппелі вмирає, він для нього став «безсмертним».

## Популярність і вплив
Тільки в Японії було продано більше 80 мільйонів танкобонів JoJo's Bizarre Adventure. За даними на 2012 рік, JoJo's Bizarre Adventure була найдовшою манґою в світі, яка не мала на той момент власної аніме адаптації манґа займає шосте місце в списку найбільш продаваних в історії за версією Weekly Shonen Jump. Інформаційний сайт IGN присвоїв їй рейтинг «варто читати», назвавши твір захоплюючим на тлі загальної маси сучасної манґи. На думку сайту, JoJo залишилася такою ж унікальною, якою була 15 років тому, на піку своєї популярності. Стиль персонажів і особливості сюжету багато в чому схожі з іншими творами, такими як Street Fighter і Fist of the North Star. На десятому японському фестивалі медіа-мистецтва за результатами опитування фанатів JoJo's Bizarre Adventure посіла друге місце в списку найбільш популярних манґ за всю історію. Також за результатами опитування компанії Oricon «На основі якої манґи слід створити гру?», JoJo отримала десяте місце. У 2013 році за результатами опитування видання Kono Manga ga Sugoi! остання франшиза JoJo's Bizarre — JoJolion — зайняла дванадцяте місце в списку кращих манґ для чоловіків, а серед найбільш продаваних манґ в Японії (протягом першого тижня після випуску) перший том JoJolion посів друге місце, другий том — третє місце, а третій том — знову друге місце. Перші три томи стали одними з найбільш продаваних видань в Японії в 2012 році. У 2018 році, за результатами вибору редакції Comicbook, JoJo посіла третє місце в списку кращих творів в історії журналу Weekly Shonen Jump.
Кріс Стакменн в своїй книзі Anime Impact, що вийшла в 2018 році, описуючи фанатську аудиторію, яка виросла за останні кілька років, зазначив, що представники фандому JoJo відрізняються від інших спільнот своїм ентузіазмом, згуртованістю, а також загальним задоволенням від франшизи, чого позбавлені більшість великих фанатських угруповань. Крім цього фанати JoJo створюють велику кількість тематичних малюнків і мають безліч спільних тем для обговорення, наприклад, «ким є їхній улюблений персонаж, або станд, або яка частина гірша або краща». Проте зайва вірність франшизі JoJo призводить в деяких випадках до агресії фанатів, спрямованої проти тих, хто критикує серію манґи в цілому або демонструє до неї свою байдужість.

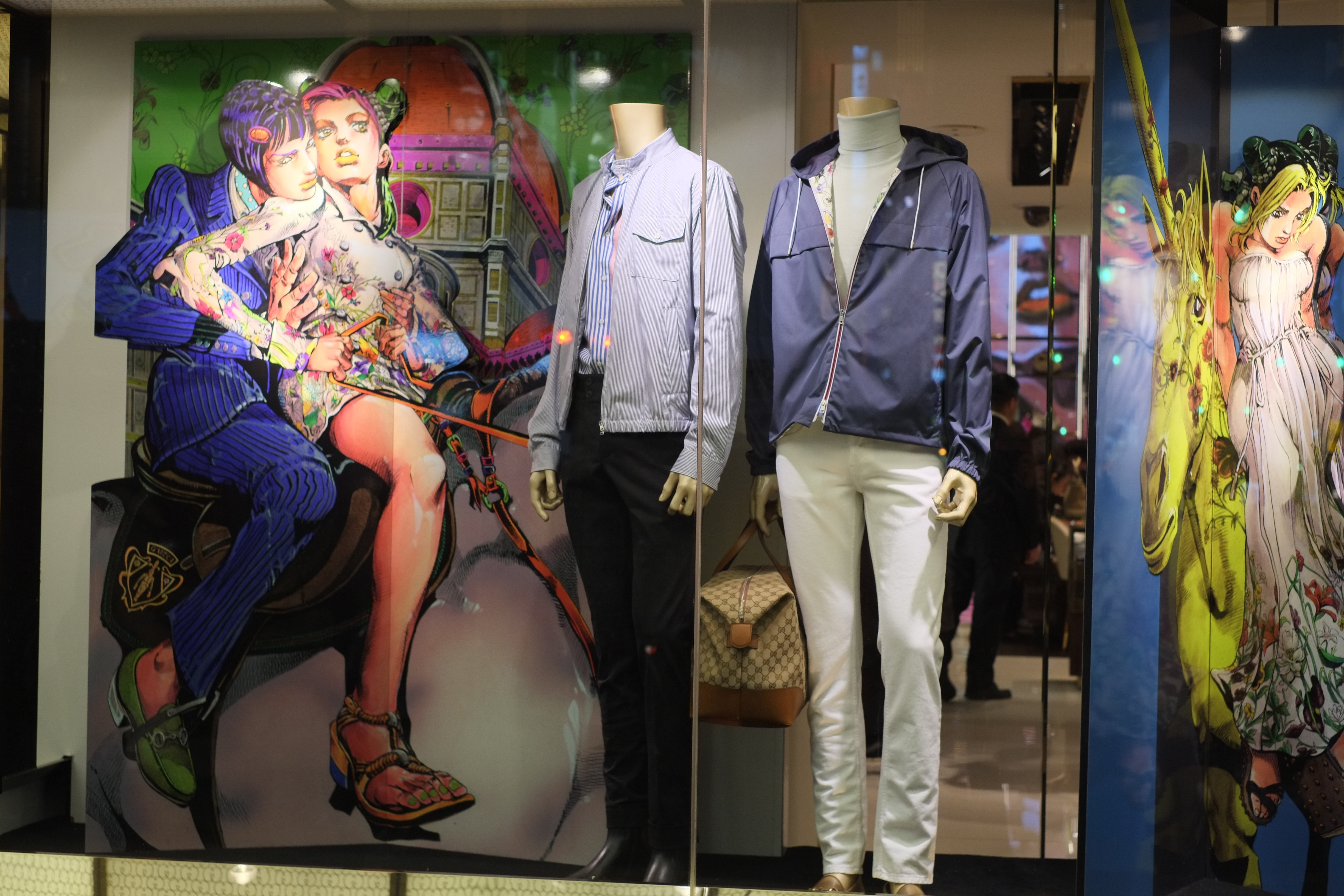
Фотографія з виставки Rohan Kishibe Goes to Gucci

У 2009 році Хірохіко Аракі став одним з п'яти манґак, чиї твори були виставлені в Луврі. Зокрема, на виставці The Louvre Invites Comic-Strip Art, яка була організована для демонстрації коміксів, було представлено твір Аракі — JoJo's Rohan Kishibe, що є частиною франшизи JoJo's Bizarre.  Згідно з опитуванням, проведеним у 2007 році Агентством у справах культури Японії, вона займає друге місце серед кращої манґи всіх часів (перше місце — Slam Dunk).
На честь станду Love Deluxe, що належить Юкако Ямагісі, одному з другорядних персонажів четвертої частини Diamond Is Unbreakable, був названий відкритий в 2012 році вид тихоходок — Neostygarctus lovedeluxe.
З 17 вересня по 6 жовтня 2011 року в місті Шінджюку брендом Gucci була організована виставка Rohan Kishibe Goes to Gucci, що стала результатом співпраці італійського бренду, автора манґи JoJo's Bizarre і журналу моди Spur. Виставка була присвячена 90-річному ювілею Gucci. На ній була представлена фігура Рохана Кісібе в натуральну величину, роботи Хірохіко Аракі, включаючи його нові випуски 2011 і 2012 років, дизайнерський одяг Аракі, а також комікс під назвою Rohan Kishibe Goes to Gucci, в якому Рохан відправляється на завод Gucci, щоб розкрити таємницю чарівної сумки.  Ще одна історія під назвою Jolyne Flys to Gucci, де головною героїнею стає Джолін Куджо, була випущена в журналі Spur в лютому 2013 року. Крім цього, свою колекцію вуличного одягу, пов'язану з мотивами манґи Stardust Crusaders, в 2018 році випустив японський бренд одягу glamb.
У 2018 році до випуску планується вихід обмеженою моделі смартфонів LG V30+, чиє оформлення включатиме в себе елементи з манґи JoJo — Golden Wind. Телефон також буде включати в себе тематичні шпалери для робочого столу, музику і додаток для камери.
В честь 25-ї річниці випуску першої манґи JoJo був відкритий магазин «Лоусон», розташований в рідному місті автора — Сендай. Він виглядає точно так само, як вигаданий магазин «Оусон» з четвертої частини Diamond Is Unbreakable. З 28 липня по 30 вересня в магазині були представлені ексклюзивні товари від бренду «Оусон». У 2017 році, в якому зазначалося 30-річчя манґи, в Сендай було відкрито виставку, що включала 200 постерів JoJo, створених Аракі.
Також в честь 25-річчя манґи в жовтневий випуск Ultra Jump був вкладений спеціальний буклет, на якому було написано 25 Years With JoJo. В рамках святкування ювілею привітання відправляли такі відомі манґаки, як Акіра Торіяма, Есіхіро Тогасі, Еїтіро Ода, група CLAMP і багато інших. Посилання на JoJo зустрічаються у безлічі інших творах аніме і манґи — наприклад, в OreShura, де головна героїня є фанатом JoJo, а також в аніме Gintama, No Game No Life, Haiyore! Nyaruko-san, Monster Musume, Rurouni Kenshin і інші. Відсилання до манґи є в таких іграх, як Castlevania, Skullgirls, Touhou, World of Warcraft, Undertale, Team Fortress 2 і інших.
З 29 серпня по 9 вересня 2013 року, в рамках реклами гри All Star Battle за мотивами JoJo, на поїздах лінії Яманоте були розклеєні постери гри з зображеннями тридцяти трьох персонажів світу JoJo.

### Меми

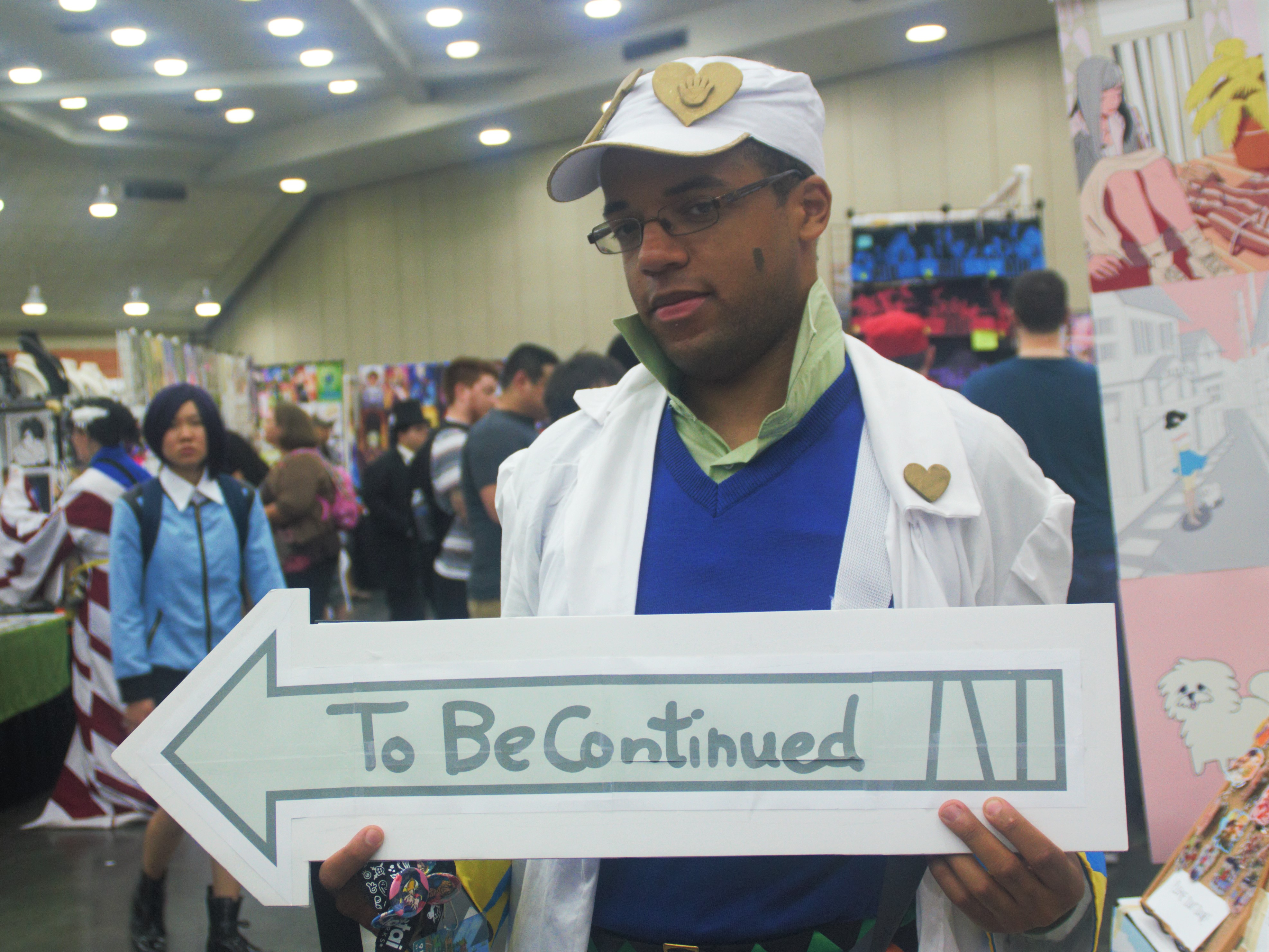
Фанат у костюмі джотаро з 4 частини тримає табличку «To be Continued»

Франшиза JoJo's Bizarre Adventure на тлі інших японських творів відрізняється великою кількістю пов'язаних з нею інтернет-мемів, приклади яких можна побачити в тґк "ДжоДжо меми українською" Джерелами для жартів ставали неякісні переклади манґи на англійську мову, наприклад, мемом є бойовий викрик Діо Брандо — «Za Warudo !!», який являє собою спотворене англійське слово The World, «MUDA MUDA MUDA MUDA MUDA» (бойові вигуки Діо з япон. перекладаються як Марно), а також «WRYYYYY». Дані фрази персонаж вигукує, ненадовго зупиняючи час, потім падає на супротивника на паровому дорожньому котку. Також виділяються такі фрази, як «Duwang», що з'явилися в результаті недбалого перекладу, або «How many breads have you eaten?». Іншим мемом є фраза «Is that a JoJo reference?», Яку фанати манґи часто використовували на інтернет-форумах, шукаючи можливі відсилання до JoJo на тлі того, що інші автори часто робили відсилання на Джоджо (спеціально, або ні) в своїх творах.
Випуск аніме-екранізації за мотивами манґи поклав початок нової серії мемів: наприклад, сцена закінчення аніме-серії стала основою для відомого інтернет-мема «To Be Continued». Його суть полягає в тому, що показується якесь відео, яке зупиняється на «найцікавішому» моменті і з'являється табличка «To be Continued» в супроводі пісні «Roundabout».
Серед мемів також виділяються ключова фраза персонажа Джотаро Куджо «Yare Yare Daze», «Star Platinum: The World» і бойові вигуки його станду «ORA ORA ORA».

### Пози JoJo

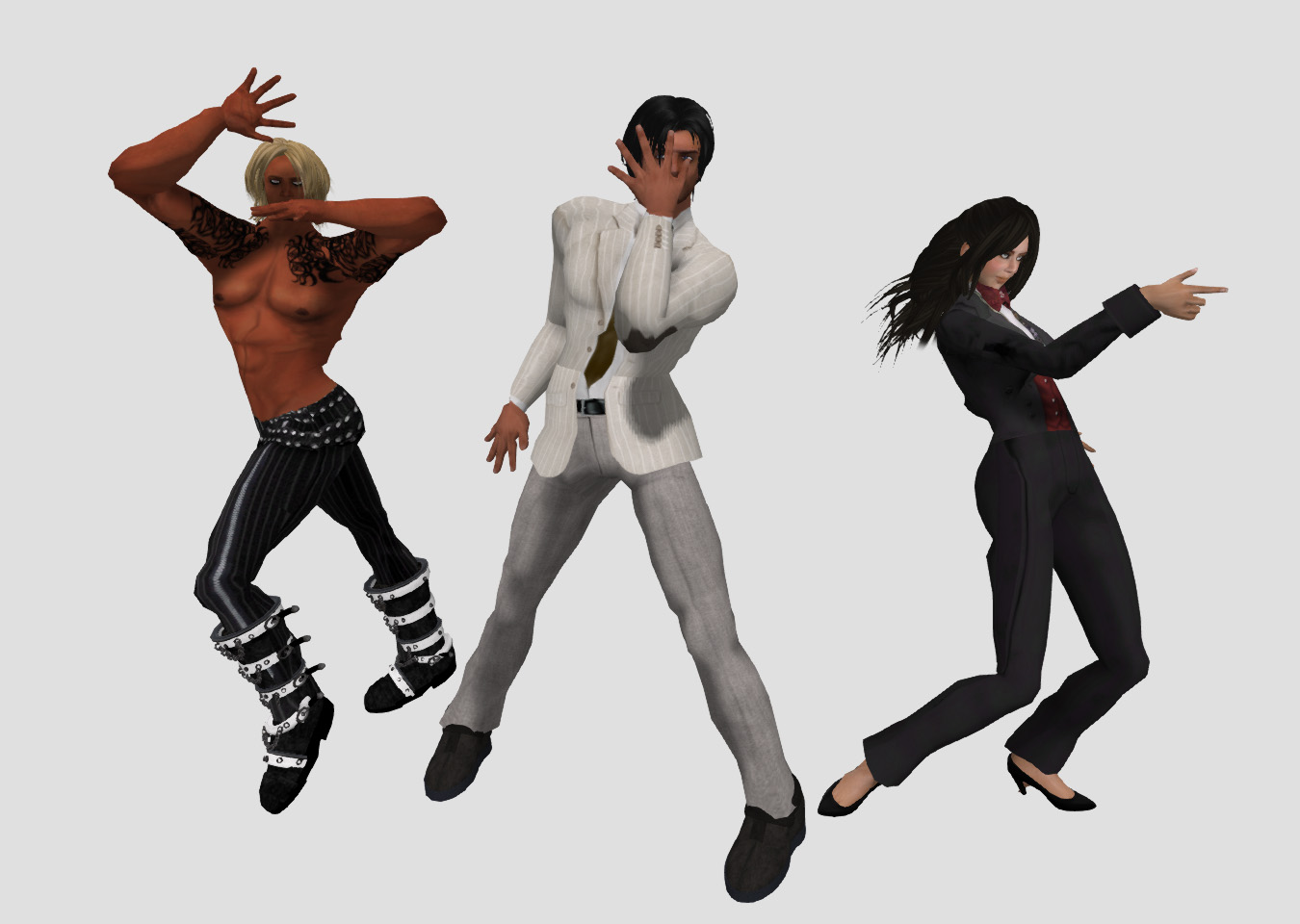
Моделі персонажів з характерними позами для JoJo

Так як в роботах Аракі персонажі часто приймають незвичайні і неприродні пози, вони стали об'єктом численних пародій та мемів від фанатів манґи. Так звані пози JoJo (англ. Jojopose) широко відомі в японській культурі і часто імітуються в інших японських творах і медіа.
Традиція копіювати пози персонажів з'явилася в співтоваристві фанатів Bungei Junkie Paradise і отримала назву — JoJo's Posing School, згідно з «статутом» якої фанат копіює позу персонажа з манґи і викладає її в Інтернет. Поза JoJo швидко завоювала велику популярність на території Японії, фанати стали влаштовувати зустрічі по-типу комік-конів, де спільно робили фотографії та відео. Пік популярності припав на 2004—2006 роки, коли фанати влаштовували великі флешмоби, пародіюючи пози JoJo. Ці події були висвітлені місцевими японськими ЗМІ, а сам термін «поза JoJo» був включений в японський словник сучасних слів, як феномен, який отримав велику популярність серед фанатів в 2005 році.
Відома японська співачка Кярі Памю Памю є прихильницею JoJo і під час своїх виступів часто приймає культові пози персонажів з манґи. Крім цього, вона назвала свою собаку JoJo. Пози також пародіювала Секо Накагава, яка була присутня під час інтерв'ю з Аракі в костюмі Джотаро Куджо. Юка Касіно з японської музичної групи Perfume в своїх інтерв'ю часто говорить, що є прихильницею манґи JoJo і пародіює пози в своїх танцях. Її група навіть випустила спеціальний кліп, присвячений цим позам.

### Скандали та Інтриги
У травні 2008 року компанії Shueisha і APPP були змушені призупинити випуск манґи і серій OVA на цілий рік після того, як єгипетські ісламські фундаменталісти поскаржилися на OVA-серіал 2001 року випуску, помітивши, що Діо Брандо — головний лиходій серіалу — обіцяв убити головного героя Джотаро Куджо, читаючи вірші з Корану. Зокрема, вони стверджували, що все це було створено навмисно з метою очорнити священну книгу і для того, щоб представити мусульман в образі терористів.
В результаті компанії Viz Media і Shueisha принесли офіційні вибачення мусульманським громадам. Сам автор зобразив у манзі не Коран, а лише книгу з незрозумілими символами, а при створенні аніме аніматори, які не знали арабської, вирішили вставити випадковий текст на цій мові — це виявилася сура Ар-Рад з Корану. Додаючи «арабська текст», аніматори хотіли передати справжнє почуття того, що Діо Брандо ховається в Єгипті. Після цієї заяви більш ніж на 300 арабських і ісламських форумах з'явилися гнівні коментарі з обвинуваченнями Японії в образі Корану і мусульман. Єгипетський шейх Абдул Хамід Аттраш заявив, що творці серіалу є ворогами ісламу. Даній події передувало те, що піратська версія серіалу була опублікована в інтернеті з арабськими субтитрами в 2007 році. Компанія Viz Media пізніше переконала автора манґи перемалювати сцену, де герої борються на даху і руйнують будівлю, схожу на мечеть. Джейсон Томсон, відомий критик манґи, зарахував «зникнення мечетей» до головних цензурних провалів в історії манґи.

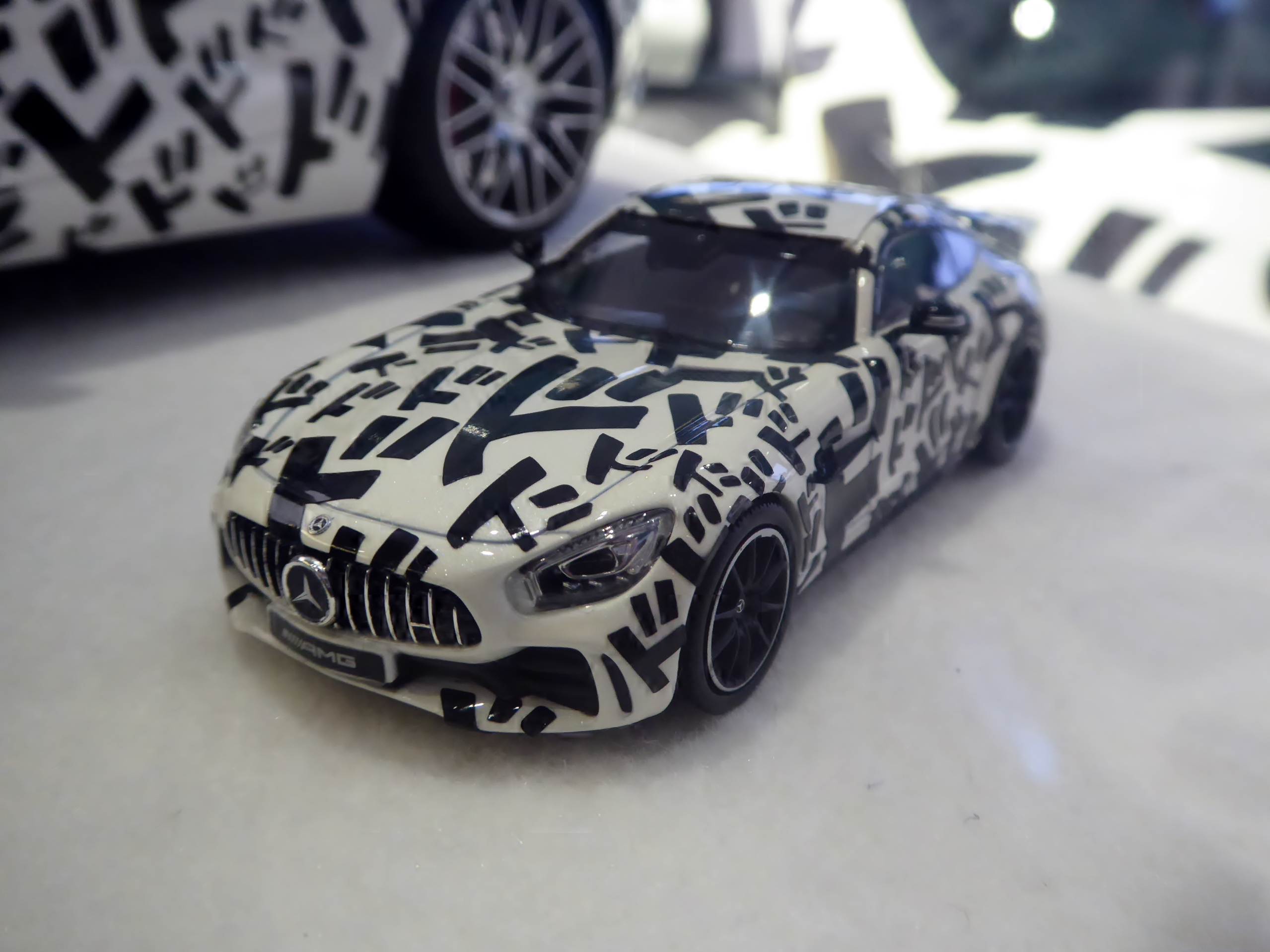
Мерседес з символом ド /Menacing/Загроза або Неочікуваність

У 2015 році свій відкритий протест проти манґи JoJo та її екранізацій висловила правозахисна організація PETA, пославшись на сцени, де собаки та інші тварини зазнають насильства і гинуть від рук антагоністів. PETA закликала припинити випуск аніме-екранізацій, так як побоювалася подальшої демонстрації сцен насильства над тваринами.

## Цікаві факти
Спочатку плануючи серію як трилогію, Аракі подумав, що остаточне протистояння має відбутися в сучасній Японії. Але він не хотів, щоб це був турнірний роман, який був популярний в Weekly Shonen Jump, і тому вирішив зробити частину 3 «дорожнім фільмом», натхненним «Навколо світу за вісімдесят днів».
З частиною 4, Аракі Хірохіко сказав, що він відійшов від «м'язистих чоловіків», оскільки вони випали з популярності у читачів, і він хотів більше зосередитися на моді. При розробці одягу своїх персонажів Аракі Хірохіко розглядає як повсякденну, так і «мультяшний, химерний одяг, який був би непрактичний в реальному житті».
Спочатку, коли JoJo виходило у Weekly Shonen Jump, була приписка «Романтичний Хоррор! Багряна секретна легенда!». Хірохіко Аракі це запропонував його перший редактор для більшої інтриги, хоча фраза нічого не означає і ні на що не відсилається. Незадовго до релізу Stone Ocean Аракі її прибрав.
Спочатку перші шість частин називалися по іншому: частина 1-«Юнацтво Джонатана Джостара», частина 2-«Гордий родовід Джозефа Джостара», частина 3-«Наступник майбутнього: Джотаро Куджо», частина 4-«Джоске Хігашіката», частина 5-«Золотий спадок Джорно Джованни».
Химерні пригоди ДжоДжо - це перше аніме на Netflix, яке отримало українські субтитри, хоча і не повністю і досить неправильно з граматичними помилками.

## Уточнення
1. ↑  «Станд» ( вони можуть бути як гуманоїдної форми, так і не схожої на людей. Станд взагалі може бути тільки можливістю. Зі стандом можна народитися, або отримати програма сля раніння стрілою.)в світі JoJo — надприродна здатність тимчасово створювати з внутрішньої енергії тіла фізичну форму бойового аватара. Станди володіють різною зовнішністю і розміром і мають індивідуальні здібності.
2. ↑  «Хамон» в світі JoJo — здатність створювати з внутрішньої енергії тіла концентричні хвилі, схожі за своєю природою на сонячне світло і з цієї причини дуже ефективні в бою проти вампірів і нечисті, переворюючи їх тіла в попіл.